# Xylocopa latipes
Xylocopa latipes hay ong thợ mộc nhiệt đới là một loài Hymenoptera thuộc chi Xylocopa trong họ Apidae. Loài này được Drury mô tả khoa học năm 1773.Loài này phân bố rộng ở Đông Nam Á. Đúng như tên gọi, loài ong này sinh sống trong các khu rừng ở vùng khí hậu nhiệt đới ấm áp và xây tổ bằng cách bào gỗ và kí sinh trong đó. Nó thường đục khoét sâu vào trong xà nhà bằng gỗ, cây đổ, cột điện thoại và những thứ tương tự, nhưng không tìm thấy trong cây sống (vì chúng chỉ sống trong những cây đã mục, chết).

## Làm tổ
Ở Malaysia, ong thợ mộc nhiệt đới thường chọn các loại gỗ có cấu trúc hữu ích làm nơi làm tổ, vì chúng có thể đào hang qua đó bằng các hàm dưới mạnh mẽ của mình. Ong thợ mộc nhiệt đới xây dựng nhiều ngăn trong tổ (3 - 5 ngăn) có chiều dài khoảng 11 cm và đường kính 2,1 - 2,3 cm.
Ong thợ mộc nhiệt đới chọn gỗ chết, thân cây mục và thân tre để làm tổ. [3] Các loài gỗ ưu tiên cho ong thợ mộc nhiệt đới bao gồm, Syzygium cumini, Cassia siamea, Dyera costulata (jelutong), Agathis alba (damar minyak), Alstonia spp (pulai) và Shorea spp. Nó có xu hướng tránh các loại nyatoh, kapur, kempas và mengkulang (tên địa phương của các loại cây bản địa của Malaysia)

## Vai trò trong thụ phấn
Ong thợ mộc được sử dụng thương mại ở Philippines để thụ phấn cho hoa chanh dây.Điều này cũng được thực hiện ở Indonesia, Malaysia và phần còn lại của Đông Nam Á. Ngoài ra, chanh dây (Passiflora edulis) đã được phát hiện nở đồng thời với nhịp điệu kiếm ăn của ong thợ mộc nhiệt đới, cho thấy mối quan hệ đang phát triển giữa hai loài.

## Hình ảnh

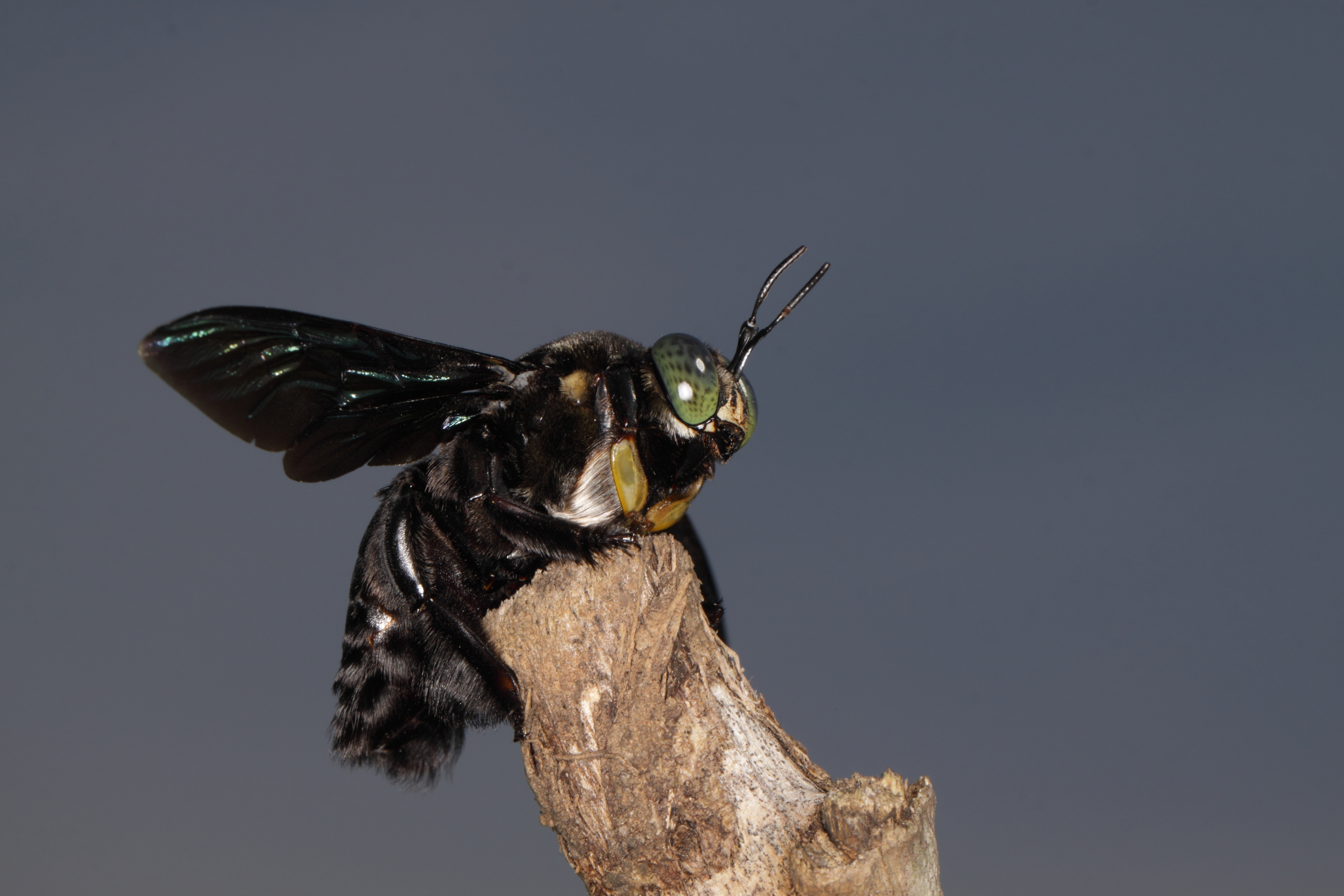
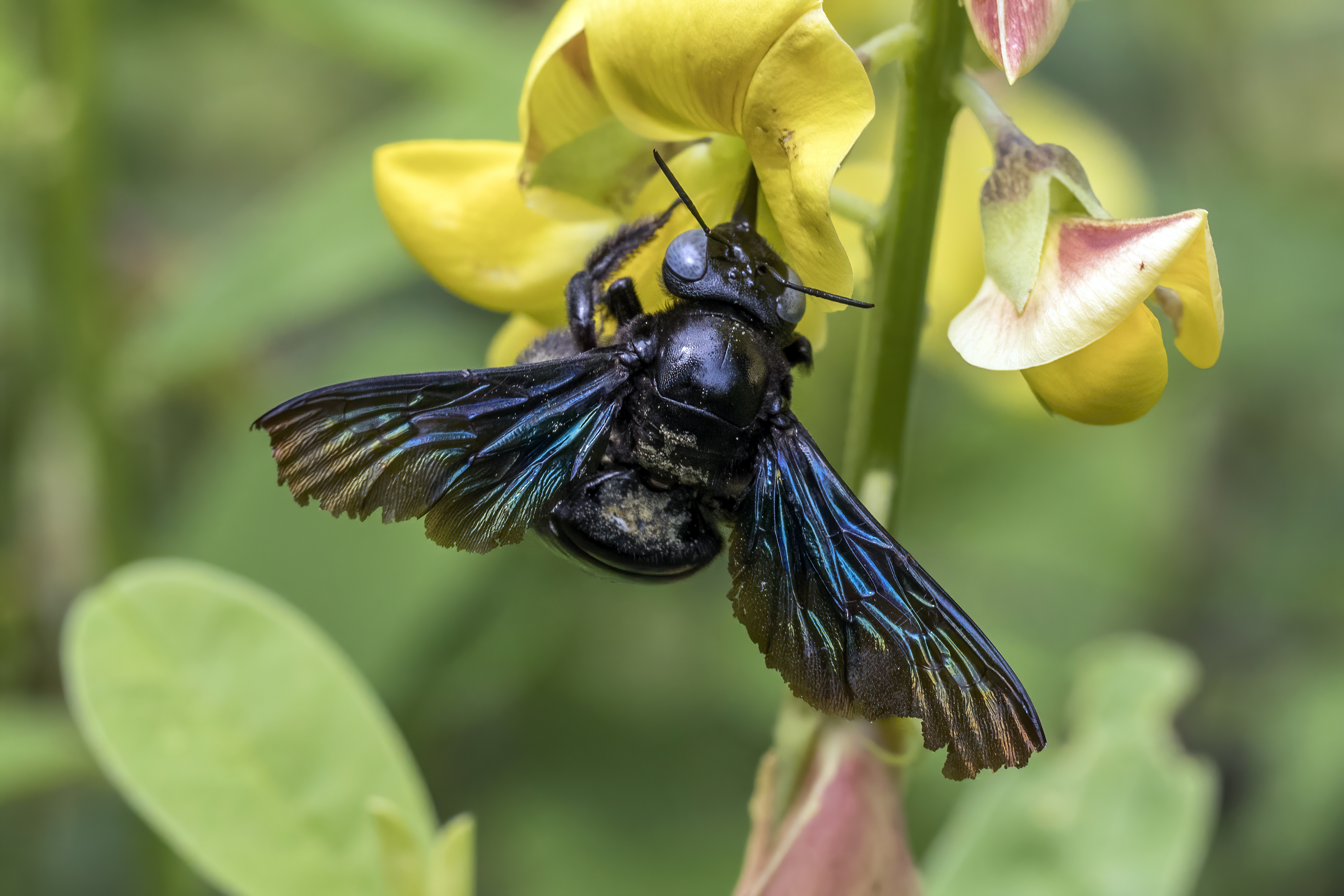
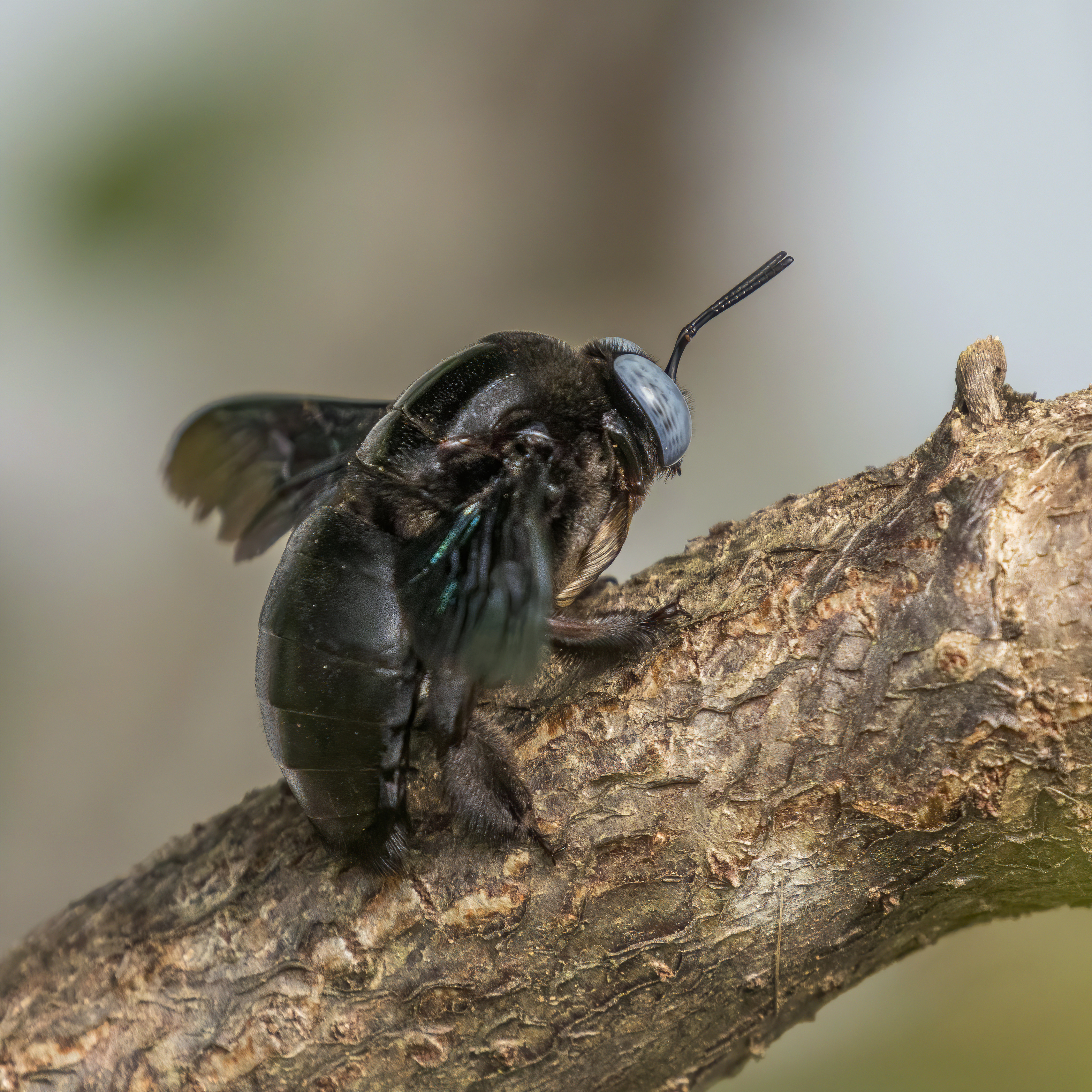
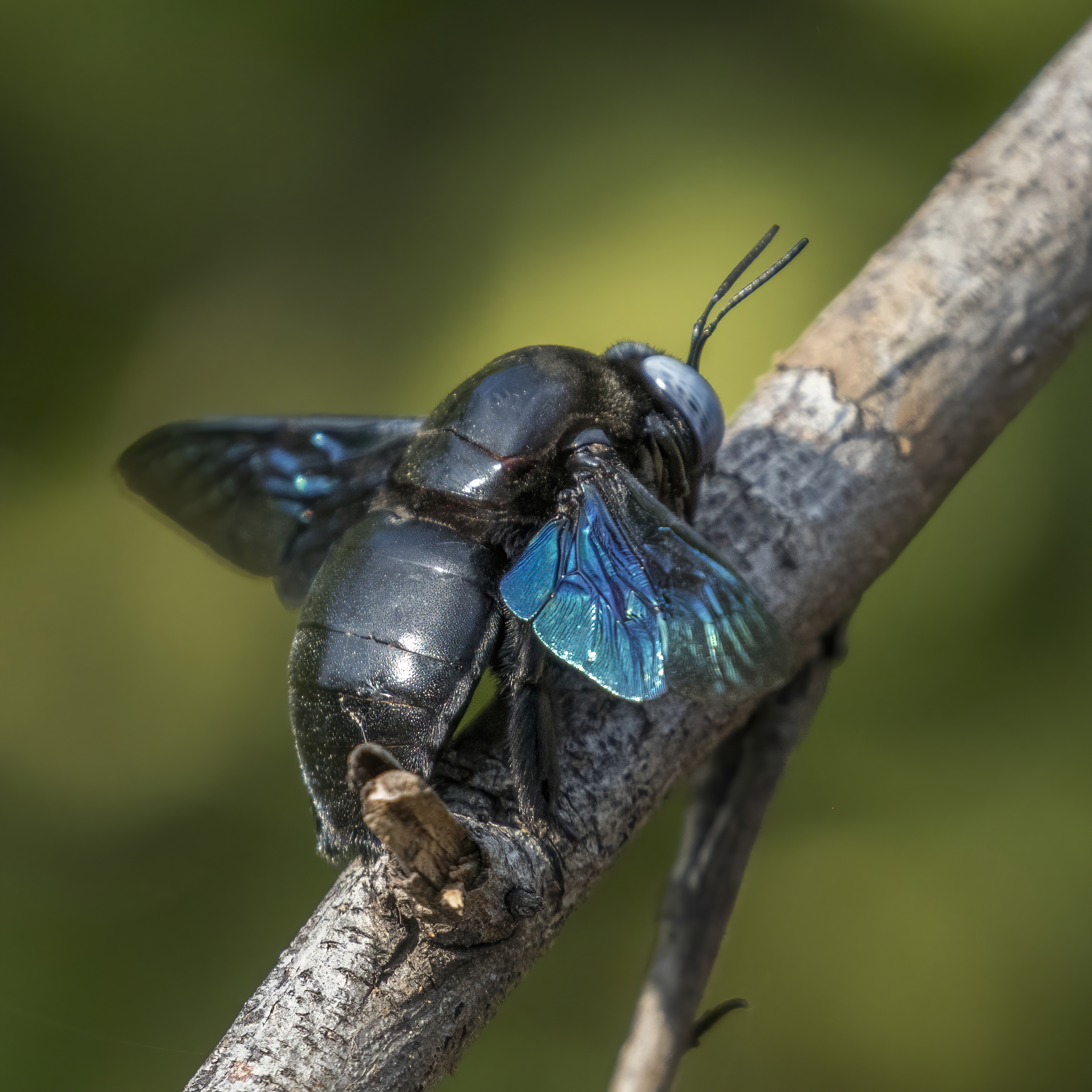